# Nicola Guerra
Nicola Guerra (Napoli, 2 maggio 1865 – Cernobbio, 5 febbraio 1942) è stato un ballerino italiano.

## Biografia
Nato a Napoli, Nicola Guerra studiò danza alla scuola di Carlo Blasis. Danzò come primo ballerino con diverse compagnie italiane ed europee. Fu ballerino e poi maître de ballet della Wiener Staatsoper tra il 1896 e il 1901 e poi direttore del balletto dell'Opera di Budapest tra il 1902 e il 1915. È noto soprattutto per aver diretto il balletto dell'Opéra di Parigi tra il 1927 e il 1929 e poi la scuola di danza del Teatro dell'Opera di Roma tra il 1931 e il 1932.